# USS Diodon (SS-349)
USS Diodon (SS-349) là một  tàu ngầm lớp Balao được Hải quân Hoa Kỳ chế tạo trong Chiến tranh Thế giới thứ hai. Nó là chiếc tàu chiến duy nhất của Hải quân Hoa Kỳ được đặt cái tên này, theo tên một chi trong họ Cá nóc nhím. Hoàn tất quá trễ để có thể phục vụ trong Thế Chiến II, nó đã được nâng cấp trong khuôn khổ Dự án GUPPY II để tiếp tục hoạt động trong các cuộc Chiến tranh Triều Tiên và Chiến tranh Lạnh, cho đến khi ngừng hoạt động vào năm 1971. Con tàu cuối cùng bị bán để tháo dỡ vào năm 1972.

## Thiết kế và chế tạo
Thiết kế của lớp Balao được cải tiến dựa trên  tàu ngầm lớp Gato dẫn trước, là một kiểu tàu ngầm hạm đội có tốc độ trên mặt nước cao, tầm hoạt động xa và vũ khí mạnh để tháp tùng hạm đội chiến trận. Khác biệt chính so với lớp Gato là ở cấu trúc lườn chịu áp lực bên trong dày hơn, và sử dụng thép có độ đàn hồi cao (HTS: High-Tensile Steel), cho phép lặn sâu hơn đến 400 ft (120 m). Con tàu dài 311 ft 9 in (95,02 m) và có trọng lượng choán nước 1.526 tấn Anh (1.550 t) khi nổi và 2.424 tấn Anh (2.463 t) khi lặn. Chúng trang bị động cơ diesel dẫn động máy phát điện để cung cấp điện năng cho bốn động cơ điện, đạt được công suất 5.400 shp (4.000 kW) khi nổi và 2.740 shp (2.040 kW) khi lặn, cho phép đạt tốc độ tối đa 20,25 hải lý trên giờ (37,50 km/h) và 8,75 hải lý trên giờ (16,21 km/h) tương ứng. Tầm xa hoạt động là 11.000 hải lý (20.000 km) khi đi trên mặt nước ở tốc độ 10 hải lý trên giờ (19 km/h) và có thể hoạt động kéo dài đến 75 ngày.
Tương tự như lớp Gato dẫn trước, lớp Balao được trang bị mười ống phóng ngư lôi 21 in (530 mm), gồm sáu ống trước mũi và bốn ống phía phía đuôi tàu, chúng mang theo tối đa 24 quả ngư lôi. Vũ khí trên boong tàu gồm một hải pháo 4 inch/50 caliber, một khẩu pháo phòng không Bofors 40 mm nòng đơn và một khẩu đội Oerlikon 20 mm nòng đôi, kèm theo hai súng máy .50 caliber. Trên tháp chỉ huy, ngoài hai kính tiềm vọng, nó còn trang bị ăn-ten radar SD phòng không và SJ dò tìm mặt biển. Tiện nghi cho thủy thủ đoàn bao gồm điều hòa không khí, thực phẩm trữ lạnh, máy lọc nước, máy giặt và giường ngủ cho hầu hết mọi người, giúp họ chịu đựng cái nóng nhiệt đới tại Thái Bình Dương cùng những chuyến tuần tra kéo dài đến hai tháng rưỡi.
Diodon được đặt lườn tại xưởng tàu của hãng Electric Boat Company ở Groton, Connecticut vào ngày 1 tháng 6, 1944. Nó được hạ thủy vào ngày 10 tháng 9, 1945, được đỡ đầu bởi bà Daniel Cullinane, và được cho nhập biên chế cùng Hải quân Hoa Kỳ vào ngày 18 tháng 3, 1946 dưới quyền chỉ huy của Hạm trưởng, Thiếu tá Hải quân James Monroe Hingson.

## Lịch sử hoạt động
Đi đến San Diego, California vào ngày 5 tháng 7, 1946, Diodon hoạt động thực hành huấn luyện dọc theo vùng bờ Tây và các vùng biển Alaska và Hawaii, đồng thời tham gia các lượt huấn luyện thực hành cho nhân sự thuộc Hải quân Dự bị Hoa Kỳ. Tại Xưởng hải quân Mare Island từ tháng 8, 1947 đến tháng 3, 1948, con tàu được hiện đại hóa trong khuôn khổ Chương trình Công suất đẩy dưới nước lớn hơn (GUPPY II), giúp cải thiện đáng kể tốc độ lặn dưới nước và tầm xa hoạt động.
Lên đường hướng sang Viễn Đông vào ngày 14 tháng 9, 1950, trên đường đi Diodon đã giải cứu sáu thành viên đội bay ngoài khơi Guam. Nó tham gia huấn luyện chống tàu ngầm cho tàu hộ tống của Hàn Quốc trong vịnh Sagami, Nhật Bản, rồi thực hiện một chuyến tuần tra mô phỏng từ ngày 30 tháng 10 đến ngày 28 tháng 11. Chiếc tàu ngầm đã băng qua eo biển Tsugaru đến Otaru, Hokkaidō mà không bị phát hiện, rồi tiếp tục tuần tra, trinh sát và chụp ảnh tàu bè trong eo biển La Pérouse mà vẫn không bị phát hiện. Nó quay trở về vùng bờ Tây để được đại tu từ tháng 2 đến tháng 5, 1951.

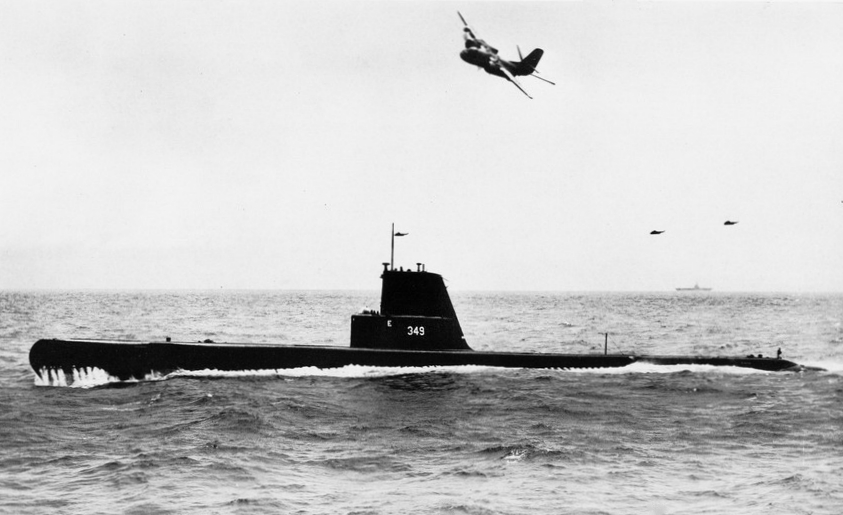
USS Diodon vào năm 1962.

Trở lại hoạt động tại vùng bờ Tây, Diodon hỗ trợ huấn luyện cho máy bay hải quân và hạm tàu nổi Canada ngoài khơi Esquimalt, British Columbia từ tháng 10 đến tháng 12, 1952. Nó quay trở lại phục vụ tại Viễn Đông từ tháng 3 đến tháng 9, 1954, lại có một chuyến tuần tra trinh sát eo biển La Pérouse từ ngày 24 tháng 5 đến ngày 22 tháng 6. Trong hoạt động huấn luyện tại vùng bờ Tây suốt hai năm tiếp theo, nó lại hoạt động cùng các đơn vị Hải quân Hoàng gia Canada, và vào tháng 3, 1956 đã thực hành cứu nạn khi thao diễn việc thoát ra khỏi một tàu ngầm ở độ sâu 130 ft (40 m) bằng một chiếc chuông cứu hộ.
Trong lượt phục vụ 1956-1957 tại Viễn Đông, Diodon đã viếng thăm Brisbane, Australia để tham gia những lễ hội kỷ niệm Trận chiến biển Coral vào tháng 5, 1942. Con tàu tiếp tục có những lượt hoạt động tại khu vực Tây Thái Bình Dương trong các giai đoạn 1958-1959 và 1960.
Diodon được cho xuất biên chế đồng thời rút tên khỏi danh sách Đăng bạ Hải quân vào ngày 15 tháng 1, 1971. Con tàu được bán cho Nicolai Joffe ở Beverly Hills, California để tháo dỡ vào ngày 12 tháng 5, 1972, và việc tháo dỡ được thực hiện tại San Pedro, Los Angeles.